# Cement City
Cement City è un villaggio degli Stati Uniti d'America, situato nello Stato del Michigan, diviso tra contea di Lenawee e la contea di Jackson.